# Felino Sandeo
Felino Maria Sandeo, o Sandei, latinizzato come Felinus Maria Sandeus (Felino, 24 febbraio 1444 – Roma, 6 settembre 1503), è stato un giurista e vescovo cattolico italiano del XV secolo, appartenente alla Scuola dei commentatori.

## Biografia
Nacque a Felino, nella diocesi di Reggio, nel 1444. Studiò all'Università di Ferrara, città natale della sua famiglia, dove ebbe come suo maestro Bartolomeo Bellencini per tre anni.
Insegnò diritto canonico dal 1466 al 1474 a Ferrara e a Pisa fino al 1484, quando si trasferì a Roma divenendo uditore di Rota, referendario delle due segnature, viceuditore della Camera Apostolica.
Il 4 maggio 1495 divenne vescovo di Penne e Atri e il 25 settembre dello stesso anno vescovo coadiutore di Lucca con diritto di successione. Divenne vescovo di Lucca nel 1499.
Morì a Roma il 6 settembre 1503 a 59 anni.
Felino scrisse varie opere, in parte rimaste inedite, alcune delle quali riguardanti la storia diplomatica della sua epoca. Fu un buon compilatore, ma carente di originalità. De regibus Siciliae et Apuliae (1485) è una storia breve del Regno di Sicilia a partire dall'anno 537.
La sua opera principale è Lectura, anche nota come Ad V librum Decretalium commentaria, più volte ripubblicata in Europa nel corso del XVI secolo.
Lasciò la sua vasta biblioteca - oltre 450 manoscritti giuridici e libri a stampa - alla biblioteca capitolare di Lucca, che in suo onore venne chiamata Biblioteca capitolare Feliniana.

## Opere
- De regibus Siciliae et Apuliae, Milano 1485; Hannover 1601.
- Ad V librum Decretalium commentaria, 3 voll., Venezia 1497-99; Milano, 1504, Lione 1519, 1535, Basilea, 1567, Lione, 1587.
- Consilia, Lipsia 1553.
  - (LA) Consilia, Venetiis, apud Bernardum Iuntam, & fratres, 1582.
- Sermo de indulgentia
- Repetitiones